# Engelbrecht Brasche
Engelbrecht Brasche (* 1673 in Lübeck; † 15. März 1751 ebenda) war ein Lübecker Kaufmann und Ratsherr.

## Leben
Engelbrecht Brasche bereiste als Kaufmannsgehilfe für den Lübecker Kaufmann Georg Wilken 1693 Dänemark und Schweden. Er machte sich 1695 gemeinsam mit seinem Bruder mit einem eigenen Handelsgeschäft selbstständig. Nachdem er bereits zuvor in bürgerlichen Ämtern tätig gewesen war, wurde er 1738 in den Rat der Hansestadt Lübeck gewählt und hatte im Rat zeitweilig das Amt des Kämmereiherrn inne. 1739 kam es in Lübeck zu einem Eklat, weil der Lübecker Rat von der Bürgerschaft zur weiteren Selbstergänzung um vier weitere Ratsherrn gezwungen werden musste. Brasche war mit einer Tochter des Lübecker Kaufmanns Jürgen Hübens, Onkel des 1731 verstorbenen Lübecker Bürgermeisters und Kaufmanns Jakob Hübens, verheiratet.